# Mszana Dolna II (gmina)

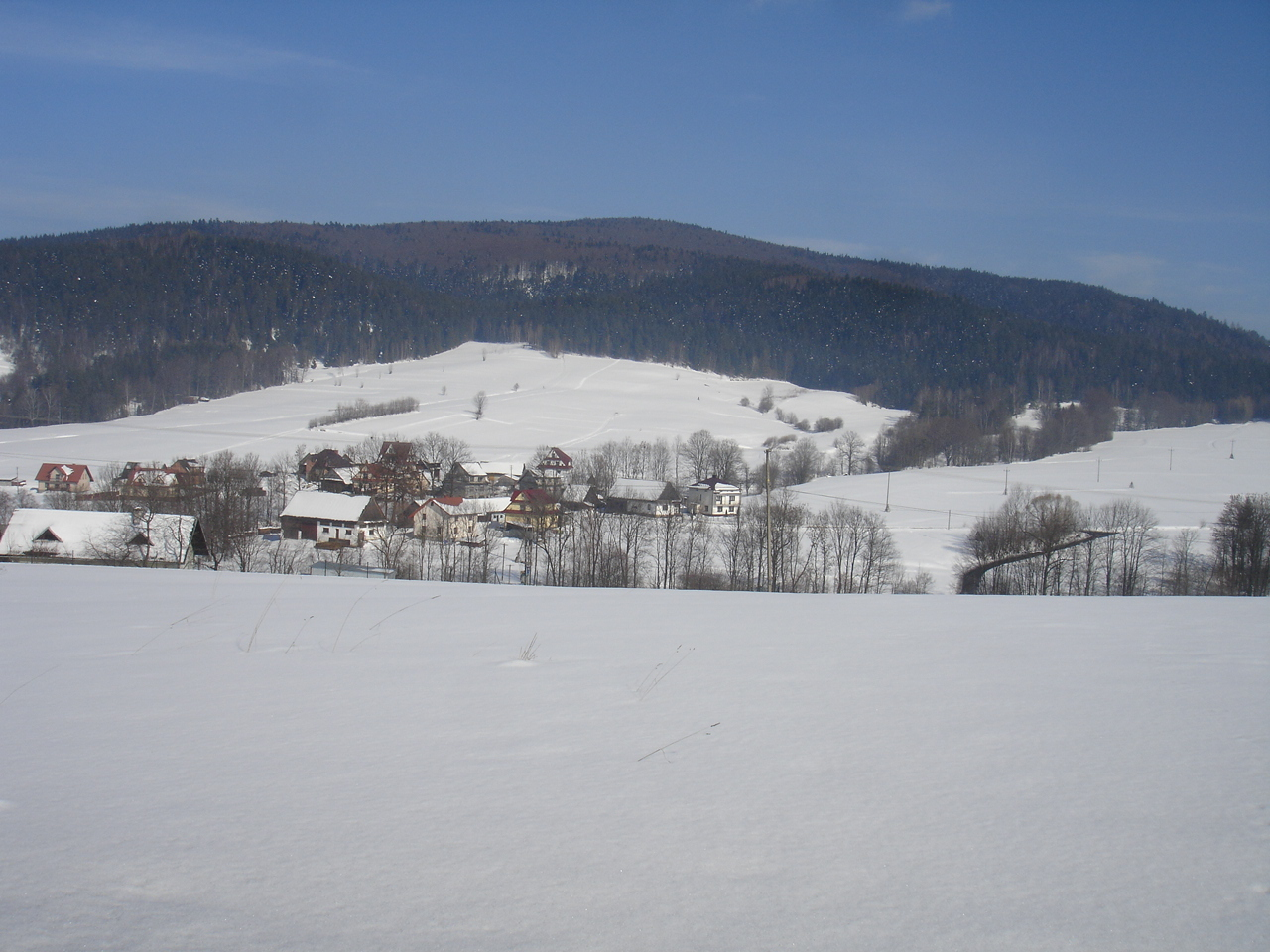
Kasina Wielka

Mszana Dolna II (lub Mszana Dolna Druga; od 1952 Mszana Dolna) – dawna gmina wiejska istniejąca w latach 1934–1952 w woj. krakowskim (dzisiejsze woj. małopolskie). Siedzibą władz gminy była Mszana Dolna, która nie wchodziła w jej skład, tworząc odrębną wiejską gminę Mszana Dolna I.
Gmina zbiorowa Mszana Dolna II została utworzona 1 sierpnia 1934 roku w powiecie limanowskim w woj. krakowskim z dotychczasowych jednostkowych gmin wiejskich: Glisne, Kasinka Mała, Kasinka Wielka, Łętowe, Łostówka, Mszana Górna i Raba Niżna. Nazwa Mszana Dolna II została użyta aby gminę móc odróżnić od sąsiedniej wiejskiej gminy Mszana Dolna I, również z siedzibą w Mszanie Dolnej. W następstwie nadanie gminie Mszana Dolna I praw miejskich z dniem 1 lipca 1952 roku (i zmianie nazwy jednostki na Mszana Dolna) skreślono oznaczenie cyfrowe „druga” jako integralną część nazwy gminy. Według stanu z tegoż dnia gmina składała się z 7 gromad: Glisne, Kasinka Wielka, Kasinka Mała, Łętowe, Łostówka, Mszana Górna i Raba Niżna.
Podczas II wojny światowej przekształcona przez hitlerowców w gminę Mszana Górna. Po wojnie powrócono do stanu administracyjnego z czasów II Rzeczypospolitej, a więc przywracając gminę Mszana Dolna II.
Jednostka została zniesiona 29 września 1954 roku wraz z reformą wprowadzającą gromady w miejsce gmin a następnie przywrócona w powiecie limanowskim, w woj. krakowskim wraz z reaktywowaniem gmin z dniem 1 stycznia 1973 roku (jako gmina Mszana Dolna).